# Америка (корвет)
Аме́рика — колёсный пароходо-корвет с парусным вооружением, корабль Военно-морского флота Российской империи, входивший в состав Сибирской флотилии.
Хотя пароходо-корвет «Америка» вошел в историю, прежде всего, как корабль, открывший 18 июня 1859 года бухту Находка, на берегах которой в настоящее время расположен город-порт Находка, но он также известен открытием и изучением многих других заливов и бухт акватории залива Петра Великого, а также составлением первой карты этого залива.
С этим кораблём связаны такие личности, как генерал-губернатор Восточной Сибири граф Н. Н. Муравьёв-Амурский, вице-адмирал граф Е. В. Путятин, контр-адмирал П. В. Казакевич.
Своим названием пароходо-корвет обязан тому, что построен на Американских верфях в Нью-Йорке.

## Предыстория
Пароходо-корвет заказан в 1854 году в Северо-Американских Соединенных Штатах П. В. Казакевичем для нужд Сибирской флотилии. Помимо «Америки», были заказаны пароход «Амур», баржа «Лена», механическое заведение, морские и хирургические инструменты, книги, карты и прочее — всего, вместе с доставкой в Россию, на сумму 335 784 доллара 83 цента, или 478 493 рублей 37 копеек.

## Конструкция
Водоизмещение пароходо-корвета составляло 554 тонны. Корпус был выполнен из дуба. Длина — 50,3 метра, а ширина — 8,6 метра. Движителем корабля являлись паруса и два колеса, приводимые в движение паровой машиной. Мощность паровой машины пароходо-корвета составляла около 150 лошадиных сил (по другим данным 140 л. с.).

## История службы
После достройки пароходо-корвета в Америке, он прибыл в 1856 году с перегоночной командой в Николаевский пост (с конца 1856 года преобразован в город Николаевск). Корабль принял старший офицер транспорта «Японец» лейтенант Н. Я. Шкот, и с осени корвет занялся буксировкой судов из залива в Амур. 20 августа пароходо-корвет вывел под буксиром отправляющийся на Балтику транспорт «Двина». На зимовку «Америка» осталась у Николаевска. Во время нее на пароходе была изменена часть внутренних помещений.

### 1857 год
6 (18) июня 1857 года командование кораблём принял капитан-лейтенант Н. М. Чихачёв, а Николай Яковлевич сначала назначен старшим офицером, а затем в чине капитан-лейтенанта вернулся на транспорт «Японец», уже на должность командира.

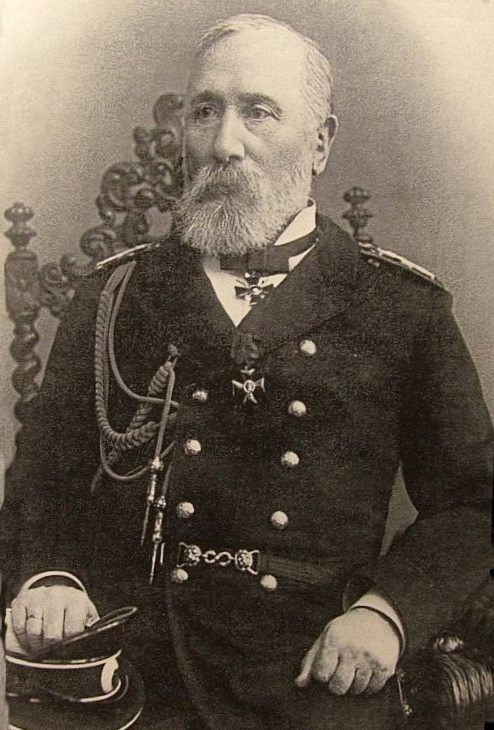
Н. М. Чихачёв

«Америка» отвела транспорт «Байкал» в залив Де-Кастри (ныне залив Чихачёва), а транспорт «Иртыш» в Императорскую Гавань (ныне Советская Гавань).
1 (13) июля 1857 года пароходо-корвет вышел из Николаевска с дипломатической миссией вице-адмирала графа Е. В. Путятина в Шанхай Цинской Империи (ныне Китайская Народная республика); экспедицией под началом лейтенанта Н. В. Рудановского и отцом Аввакумом на борту.
Имея предписание «…не уклоняясь во всем от прямого пути, осмотреть ту часть означенного побережья, которая не была описана фрегатом „Паллада“ в последнее его плавание и осталась не исследованной английскими судами в 1855 году…», «Америка», выйдя из залива Де-Кастри к Сахалинскому посту Дуэ, встретила тендер «Камчадал» под командованием штабс-капитана Корпуса флотских штурманов (КФШ) А. М. Чудинова с заготовленным углём. Взяв его на буксир, направилась дальше вдоль острова для исследований и высадки экспедиции на западном побережье. Но из-за плохой погоды и штормового ветра экспедиция направилась вдоль побережья материка к югу.
Утром 13 (25) июля 1857 года на ходу с «Камчадала» перегрузили уголь на «Америку». К обеду был замечен залив, состоящий из трёх бухт, и после промера глубин оба корабля вошли в него. После постановки на якорь, были определены географические координаты и произведена топографическая съёмка, составлена первая карта залива. Залив получил имя Святого Владимира (ныне залив Владимира) в честь князя Киевской Руси Владимира Святославовича равноапостольного, а все мысы и бухты — в честь первооткрывателей: мыс Ватовского, мыс Кузьмина, полуостров Рудановского. К вечеру А. М. Чудинов вычертил план гавани «Порт Святого Владимира». На следующий день, по настоянию графа Е. В. Путятина, А. М. Чудинов был переведён на пароходо-корвет, а командовать тендером был назначен Кузьмин. Отсюда «Камчадал» отправлен с экспедицией лейтенанта Н. В. Рудановского на Сахалин, а «Америка» пошла далее к югу.
К вечеру 14 (26) июля 1857 года был обнаружен ещё один залив с бухтой. Залив получил название Святой Ольги (ныне залив Ольги) в честь княгини Киевской Руси Ольги, бухта была названа Тихая Пристань, речка, впадающая в залив — Аввакумовка, в честь отца Аввакума, речка, впадающая в бухту — Ольга. На утро следующего дня отец Аввакум сделал крест, написал на нём даты и имена первооткрывателей залива Ольги, а затем установил его на близлежащей сопке (с тех пор эта сопка называется Крестовой).
15 (27) июля 1857 года около 16 часов «Америка» снялась с якоря и взяла курс для встречи с транспортом «Японец» для пополнения запасов для дальнейшего перехода. Сначала до Порт-Гамильтон  (порт на островах Комундо; назван Порт-Гамильтон британцами в 1845 году), затем до Печелийского залива (ныне Бохайвань), а оттуда к реке Пэй-Хо, в которую пароходо-корвет вошёл 24 июля. В Тянь-цзине граф Путятин Е. В. проводил переговоры с властями до 12 августа, и поняв, что местные чиновники ещё не готовы к ответу, перешёл в Шанхай. Получив там уклончивые ответы, он отправился в Печели (ныне Чжили). Но и там не получив определённого ответа, 10 сентября отправился в Японию.
Результатом визита в Японию стало подписание 12 ноября в Нагасаки «дополнительного трактата» из 28 статей, являющегося дополнением к Симодскому трактату 1855 года на торговлю в открытых портах. С российской стороны были граф Путятин Е. В. и консул России в Хакодате И. А. Гошкевич, с японской — Мидзуно Тикутино-ками, Ивасэ Игано-ками и Арао Ивами-ками.

### 1858 год
Пароходо-корвет доставил членов русского консульства из Николаевска в японский город Хакодате, а оттуда в город Тянь-цзинь, где 1 (13) июня 1858 года между графом Путятиным Е. В. и Хуа Шанем были подписаны «тяньцзиньские трактаты».
2 (14) июня 1858 года командиру пароходо-корвета «Америка» Н. М. Чихачёву присвоено звание капитан 2-го ранга.
Когда граф Е. В. Путятин возвращался на «Америке» в Россию, то при прохождении пролива, который англичане ранее назвали пролив Гамелена (ныне Босфор Восточный), нанёс пометку к дальнейшему изучению этого места. Также в том году были обследованы устье реки Суйфун (ныне Раздольная), западный и северный берег острова (ныне остров Русский).
13 августа при буксировке в Амурском лимане была потеряна китайская джонка.
В октябре в штормовых условиях «Америка» помогла сняться с мели и отбуксировала в Николаевск для ремонта американское судно «Мелита», которое накануне село на мель в Амурском лимане у мыса Пронге.

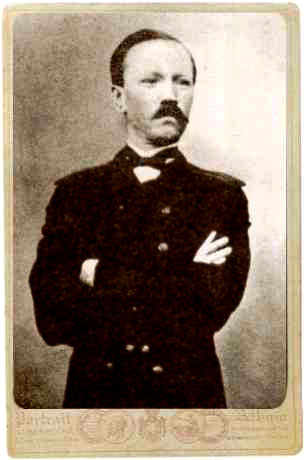
Н. Я. Шкот

20 октября (1 ноября) 1858 года Н. М. Чихачёв назначен командиром парового 11-пушечного корвета «Вол» с зачислением в 5-й флотский экипаж Балтийского флота. С этого же числа корабль передан капитан-лейтенанту Н. Я. Шкоту, который немногим позже передал его капитан-лейтенанту А. А. Болтину (в некоторых источниках указано, что А. А. Болтин назначен на эту должность ещё с августа 1858 года). Под его началом пароходо-корвет вошёл в эскадру генерал-губернатора графа Н. Н. Муравьёва-Амурского.

### 1859 год
- капитан-лейтенант Александр Болтин (командир)
- лейтенант Пётр Овсянников (старший офицер)
- лейтенант Михаил Усов (вахтенный начальник)
- мичман Николай Бенкович (вахтенный начальник)
- корпуса флотских штурманов подпоручик Яков Астафьев (штурманский офицер)
- корпуса флотских штурманов подпоручик Николай Красильников (штурманский офицер)
- мичман Владимир Невельской
- корпуса флотских штурманов подполковник Василий Бабкин (начальник штаба эскадры Восточного Океана)
- лейтенант Александр Линден (флаг-офицер)

5 (17) июня 1859 года началась миссия Генерал-губернатора графа Н. Н. Муравьёва-Амурского со своим чиновником особых поручений подполковником Д. И. Романовым в империю Цин. В сопровождении пароходо-корвета «Америка» были корветы «Воевода» и «Боярин», клипера «Стрелок» и «Пластун», транспорт «Японец». По пути к отряду присоединился клипер «Джигит». Первым пунктом захода был Хакодате.
15 (27) июня 1859 года пароходо-корвет «Америка», выйдя оттуда в сопровождении корвета «Боярин», начал дальнейший переход с изучением и описанием гаваней и заливов. Соединившись с корветом «Воевода», транспортом «Японец» и присоединившемся к ним транспортом «Манджур» — начальник штаба географической экспедиции В. М. Бабкин, взял курс на южные гавани Приморья.

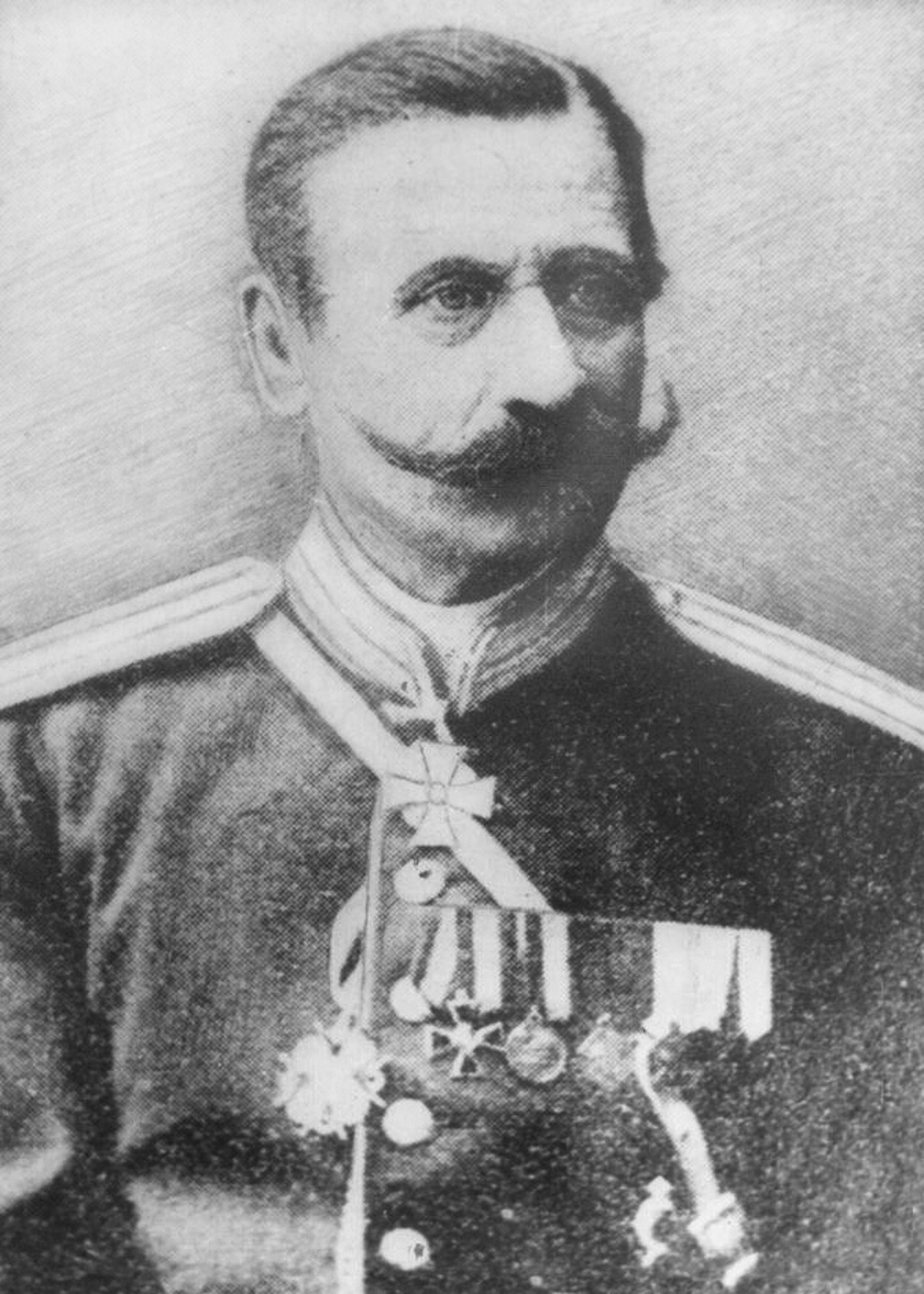
А. А. Болтин

17 июня «Америка» шла под управлением подпоручика Корпуса флотских штурманов Я. Т. Астафьева. Обогнув мыс (ныне мыс Поворотный), пароходо-корвет вошёл в воды залива (ранее англичане назвали его Гарнет), который был назван по решению генерал-губернатора по имени флагмана отряда — Америка (с 1972 года залив Находка). Не рискуя двигаться дальше, так как был дождливый пасмурный день с низкой облачностью, которая не давала всё четко рассмотреть, решено было после замера глубин бросить якорь. Утром 18 июня была открыта и названа бухта Находка.

В 6 часов снялись с якоря, и пошли к осмотру берега, заметили углубление и открыли бухту, имеющую положение от северо-востока на юго-запад около 3 миль, шириною от 1 до 1,5 мили, глубины везде равные: от 5 до 4 сажен, грунт — ил с песком, на правом и левом берегу два селения. По приказу Его Сиятельства (генерал-губернатора Восточной Сибири графа Н. Н. Муравьева-Амурского) эта бухта названа Находкой.— запись в шханечном журнале пароходо-корвета «Америка», сделанная штурманом Н. Красильниковым
Вечером 19 июня пароходо-корвет в сопровождении корвета «Воевода» впервые вошел и бросил якорь во внутренней бухте Новгородской гавани (ныне залив Посьета, а в то время Рейд Наполеона). Встретившись с начальником геодезической экспедиции К. Ф. Будогосским, и дождавшись на следующий день прибытия остальных кораблей начали промер глубин у входа в гавань и запись наблюдений за приливами и отливами. После уточнения карт, 25 июня Будогоский К. Ф. был послан в Пекин к генерал-майору Н. П. Игнатьеву с новой картой и вновь выработанными сведениями для переговоров с властями Цинской империи о пограничной линии определённой Айгунским договором. 1 июля 1859 года пароходо-корвет бросил якорь в гавани Вэйхайвэй.
К 1 августа корабли (фрегат «Аскольд», корветы «Рында», «Гридень», «Воевода», «Новик» и «Америка») собрались в Иокогаме (префектура Канагава). Из Иокогамы, граф Н. Н. Муравьёв-Амурский, предполагая решить «сахалинскую проблему» отправился в Эдо держа свой брейд-вымпел на «Америке». На переходе к отряду присоединились клиперы «Пластун» и «Джигит». На рейд Эдо отряд прибыл 5 августа, и только 12 августа начались переговоры, но затянулись и зашли в тупик. Граф Н. Н. Муравьёв-Амурский вернулся на «Америку» 23 августа, с ним прибыл и флигель-адъютант А. А. Попов. 24 числа вся эскадра, за исключением «Аскольда», отправилась в Николаевск, зайдя на переходе в Хакодате. Задержавшись в Хакодате, «Америка» прибыла в Николаевск 7 сентября. 29 сентября доставила флигель-адъютанта А. А. Попова в Де-Кастри.
Также, в течение года с пароходо-корвета производились первые обследования и осмотр залива королевы Виктории (ныне Залив Петра Великого), при этом были определены его границы, в частности были обследованы: бухта Гверин (ныне Амурский залив), бухта Императора Наполеона (ныне Уссурийский залив), залив Стрелок, порт Мей (ныне бухта Золотой Рог), порт Дин Дан (ныне бухта Новик), Воевода; островов Терминашион (ныне Аскольд), Форсит (ныне Путятин), Русский; полуостров Альберта (ныне Муравьёва-Амурского). Дополнительно была исследована южная часть Татарского пролива.
Офицерский состав пароходо-корвета «Америка» в период с 12 мая по 21 октября 1859 года: командир капитан-лейтенант А. А. Болтин, старший офицер лейтенант П. Л. Овсянкин, вахтенный начальник мичман Н. Ф. Бенкович, штурманские офицеры подпоручики Я. Т. Астафьев и Н. О. Красильников. Также на борту находились прикомандированные, и позже убывшие на другие корабли: лейтенант флаг-офицер 27-го флотского экипажа А. М. Линден и лейтенант 28-го флотского экипажа М. А. Усов. По итогам исследований 1859 года, была составлена и выпущена в свет первая карта залива Петра Великого, с примечанием: «Осмотр берегов залива Америка и гавани Находка произведён пароходо-корветом „Америка“ в 1859 году».

### 1860 год
В 1860 году пароходо-корвет был включен в состав 27-го флотского экипажа Сибирской флотилии.
1 (13) июля 1860 года военный губернатор Приморской области контр-адмирал П. В. Казакевич на «Америке» впервые посетил строящийся пост Владивосток. Целью являлось ознакомление с ходом строительства поста. В этот же день он отправился в залив Посьета. 2 июля на входе в Новгородскую бухту «Америка» встретилась с выходящим оттуда транспортом «Манджур», который доставил людей под командой И. Ф. Черкавского и материалы для устройства поста. Через несколько часов оба корабля бросили якоря в Новгородской бухте. В этот же день П. В. Козакевич посетил строящийся пост под командой П. Н. Назимова, которая была высажена ранее с транспорта «Японец», но о которой до последнего момента не было известно. 3 июля, после того как с «Манджура» на «Америку» было перегружено 400 мешков каменного угля, а Казакевич провёл смотр двум отрядам, оба корабля перешли в бухту Экспедиции, где и приказал строить объединённый пост. Так как он располагался ближе к ломке каменного угля. Тем самым было дано начало урочищу Новокиевскому — поселению 1‑го Восточно-Сибирского линейного батальона в Приморской области. Пост в Новгородской бухте сохранился как дозорный пост. Далее команды с «Америки» и «Манджура» в течение нескольких дней всеми средствами помогали И. Ф. Черкавскому с началом разработок угля и строительством поста. Во время поездки П. В. Казакевича на «Америке» также находился писатель-беллетрист, член Русского географического общества С. В. Максимов, который был отправлен в залив Посьета заниматься этнографическими работами. 11 июля «Америка» отправилась в залив Славянский, а оттуда во Владивосток. Далее П. В. Казакевич на «Америке» отправился с миссией в Японию, и вернулся в Николаевск. В конце лета пароходо-корвет ходил в Аян и Удский край. На зимовку корабль пришёл в Николаевск.

### 1861—1862 года

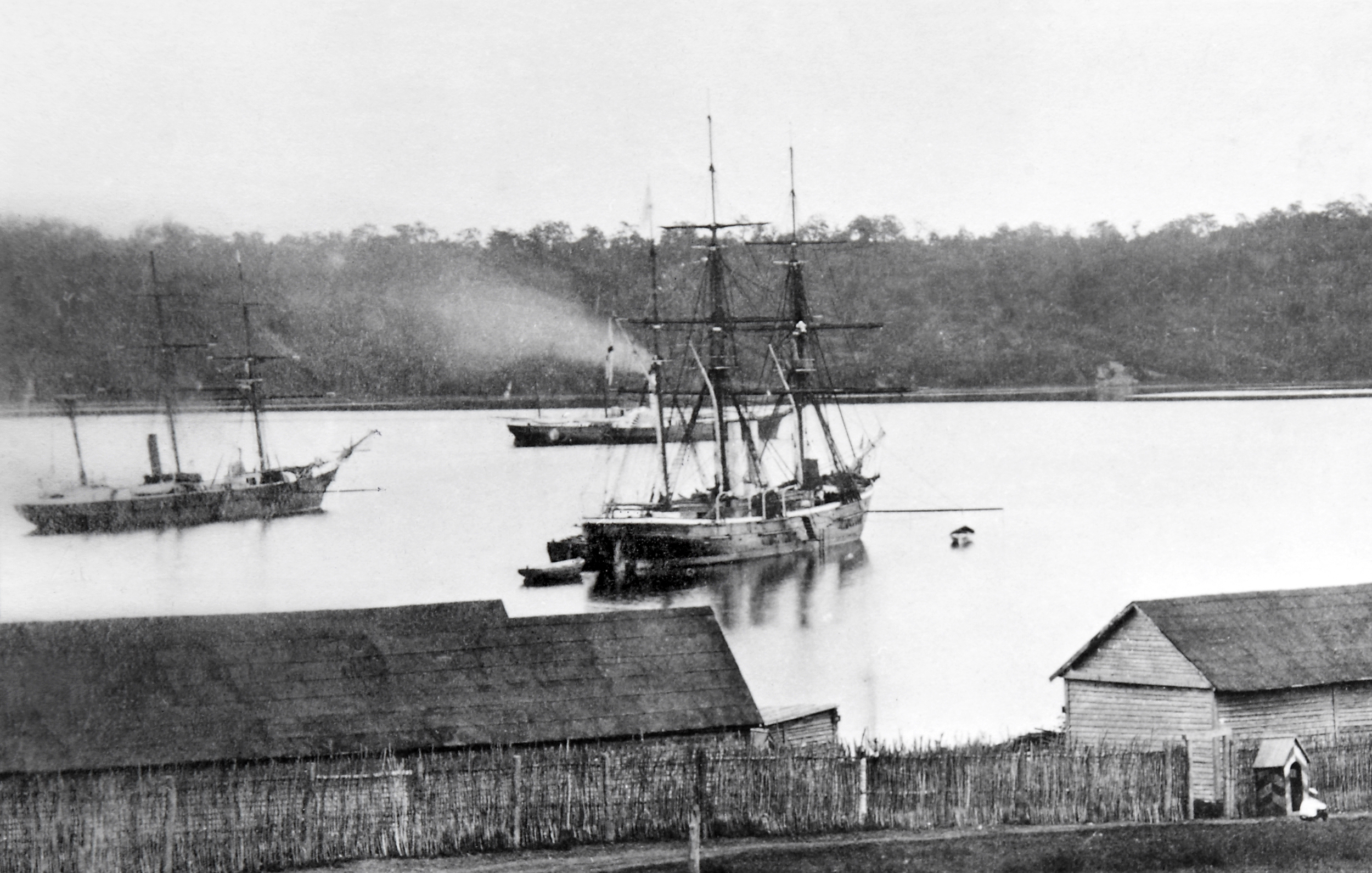
Шхуна «Ермак», пароходо-корвет «Америка» и транспорт «Манджур» в бухте Золотой Рог, 1860—1870 года

В период 1861—1862 года «Америка» использовалась как транспортное судно по доставке в строящиеся посты солдат и различных грузов. И приняла участие в гидрографической экспедиции под руководством подполковника корпуса флотских штурманов В. М. Бабкина у южного берега Приморья, при необходимости выполняя роль корабля связи. В том числе, с инспектором по инженерной части В. А. Бельцовым на борту, были осмотрены Новгородская гавань (ныне залив Посьета) и бухта Золотой Рог. В. А. Бельцов рекомендовал использовать в качестве главной базы именно Новгородскую гавань, также обследовал залежи каменного угля на побережье Амурского залива.
1 сентября пароходо-корвет прибыл в Дуэ с контр-адмиралом И. Ф. Лихачёвым на борту, который осмотрел севший 28 августа 1861 года на каменистое побережье у Дуэ клипер «Гайдамак». 20 сентября «Америка» вновь пришла к «Гайдамаку», и 22 числа предприняла попытку самостоятельно снять с мели клипер, но плохая погода не позволила завершить операцию, и «Америка» покинула залив. 26 сентября «Америка» доставила в Хакодате преосвященного Иннокентия.
С началом навигации 1862 года, «Америка» вновь приняла участие в спасательной операции «Гайдамака». 30 мая «Америка» «Калевала» и «Японец» стащили с мели пострадавший клипер. В ночь с 31 мая на 1 июня «Америка» на буксире отвела «Гайдамак» на рейд Дуэ, а 5 июня в сопровождении канонерской лодки «Морж» отвела его в Де-Кастри. Далее, «Америка» доставила все вещи с «Гайдамака» из Дуэ в Де-кастри. С ноября 1862 года ремонт в Нагасаки и Шанхае, после которого «Америка» и «Манджур» 10 мая должны были отправиться из устья реки Янцзы в Николаевск. В Нагасаки ремонт котлов значительно затянулся, и действующий командир корабля был отправлен контр-адмиралом А. А. Поповым в производственные мастерские — лично отслеживать процесс. Временно исполнять его обязанности поставлен лейтенант В. И. Збышевский. После завершения ремонта котлов, в середине мая 1863 года пароходо-фрегат для продолжения ремонта перешёл в Шанхай. Также «Америка» доставила в Шанхай контр-адмирала А. А. Попова со штабом и корвет «Богатырь» под буксиром. 26 июня В. И. Збышевский принял на борту гостя, оставив распоряжение о подготовке корабля к утреннему отходу и сошел на берег. Больше он на борт не подымался — дезертировал, переправившись по поддельным документам сначала в Сан-Франциско, затем в Панаму, Нью-Йорк, Ливерпуль и Париж, где встретился с князем А. Л. Чарторыйским. Когда командир не вернулся на корабль, старший офицер лейтенант Нелединский организовал поиски, которые успеха не принесли. Позже начальник отряда судов капитан 2-го ранга П. А. Чебышёв получил записку от В. И. Збышевского, в которой говорилось:

Прошу Вас сохранить всё в секрете и скрыть этот скандал в семье, или объявить об этом всему свету.
Но с моей стороны я принял все меры, чтобы никто об этом не знал. План был устроен так, что ни один из моих знакомых не будет знать, что со мной случилось. Я уже давно был, проникнут убеждением, что продолжать службу мне не следует, но невозможность получить отставку меня приводила в отчаяние. Нынче же, когда я, может быть ошибочно, убеждён, что следует ожидать войны с защитниками моего бедного истерзанного отечества, оставаться здесь с вами было бы дважды подло против вас всех, против моего священного дела, как поляка. Вы, как начальники, может быть, даже как русские, меня будете клеймить и осуждать, но как частные и честные люди подумайте над трагичностью моего положения и у вас грустно сожмётся сердце. Подумайте, как сильна должна быть причина, заставившая меня, прослуживши с преданностью к делу и усердием, равным каждому из вас, более 13 лет, дезертировать. Кто из вас не читал свою историю, не благословляя в душе имена Минина и Пожарского, благодаря которым, вы, счастливцы, чтя их имена, не знаете и не понимаете, что значит ненавистное иго чужеземцев. Кто чувствует, тот понимает то священное чувство, которое заставило меня расстаться с вами. У вас ещё остаются на эскадре поляки, но тем предстоит роль зрителей. Они доктора или механики, мне же приходилось, кто знает, может быть командовать судном в бою и изменить тогда я бы не смел, привыкши с уважением смотреть на ваш флаг, как на мой родной. Я, может быть, стал бы защищать его против всех своих убеждений и против долга. Одним словом, оставаться более нельзя. Прощайте.
Пётр Афанасьевич, из сумм парохода я взял всё, что мне следует по 1 июня. Все счета мною проверены. Консульство уплачивало, хотя довольно мошенническим путём, постоянно потворствуя своим протежированным мастерам. Всё, одним словом, сделано… и примите все предосторожности, чтобы по возможности принести менее ущербу моим бегством. Но Вы будьте так добры, прикажите сейчас же поверить все суммы на пароходе и оградите меня от того, чтобы кто-нибудь, пользуясь неизвестностью, не запятнал бы моей чести …

### 1863—1869 года
14 мая 1863 года «Америка» под буксирами отвела корвет «Богатырь» из Нагасаки в Шанхай, на котором не смогли исправить вал. В один из рейсов, возвращаясь из Хакодате, «Америка» и «Манджур» из-за штормов не смогли выйти из Сангарского пролива и были вынуждены почти два месяца провести в Хакодате. Также в течение года «Америка» продолжила заниматься гидрографическими работами в рамках экспедиции В. М. Бабкина.
Осенью 1864 года на плёсе ниже мыса Мео «Америка» и «Манджур» были поставлены на зимний отстой. Из-за обильных снегов и ранней и тёплой весны река дала резкий приток воды в русло Амура, и в марте при взломе льда натиском воды, корабли сорвало с якорей и понесло по реке, а через 5 часов выбросило на отмель. Для их вызволения была срочно командирована землечерпальная машина. Но только в июне корабли были выведены по прорытому каналу на рейд. 2 июля, после вооружения, «Америка» стала на якорь у мыса Куегда, а 13 июля начала буксировку до залива Де-Кастри транспорта «Гиляк» с пополнением для строящегося поста в бухте Золотой Рог в количестве 147 человек. Из Де-Кастри «Америка» вернулись в Николаевск. 7 августа «Америка» вновь вернулась в залив Де-Кастри, где находились корветы «Варяг» и «Богатырь».
В течение навигации 1865 года «Америка» выполняла почтовые поручения
В 1866 году командовать пароходо-корветом назначен лейтенант Н. А. Наумов Пароходо-корвет был задействован в гидрографических работах под руководством лейтенанта К. С. Старицкого.
1869 году пароходо-корвет под командованием лейтенанта Н. А. Наумова ходил из Николаевска в Де-Кастри. А 16 июля «Америка» доставила в Муравьёвский пост военного губернатора Приморской области адмирала И. В. Фуругельма.

### 1870—1879 года

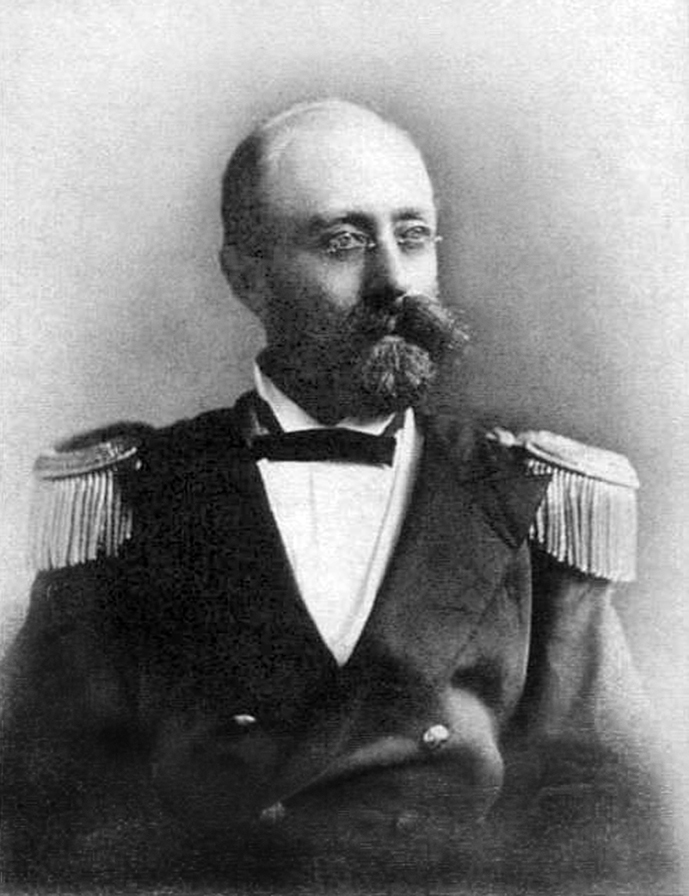
Казимир Казимирович Гриппенберг

3 марта 1872 года К. К. Гриппенберг назначен командиром «Америки». С открытием навигации 1872 года пароходо-корвет во исполнение решения Особого совещания при Совете министров России от 25 мая (6 июня) 1872 года, утверждённое императором Александром II, принял участие в переносе военно-морского порта из Николаевска во Владивосток. И ходил в Татарском проливе уже под командованием капитан-лейтенанта Н. М. Вишнякова (Н. М. Вешняков). Зимовку с 1872 на 1873 год «Америка» провела во Владивостоке.
Великий князь Алексей Александрович во время своего путешествия по Дальнему Востоку 10 (22) мая 1873 года вышел со свитой на «Америке» из Владивостока к устью реки Суйфун (ныне Раздольная), где в тот же день пересел на речной пароход «Суйфун» для продолжения путешествия по этой мелководной реке.

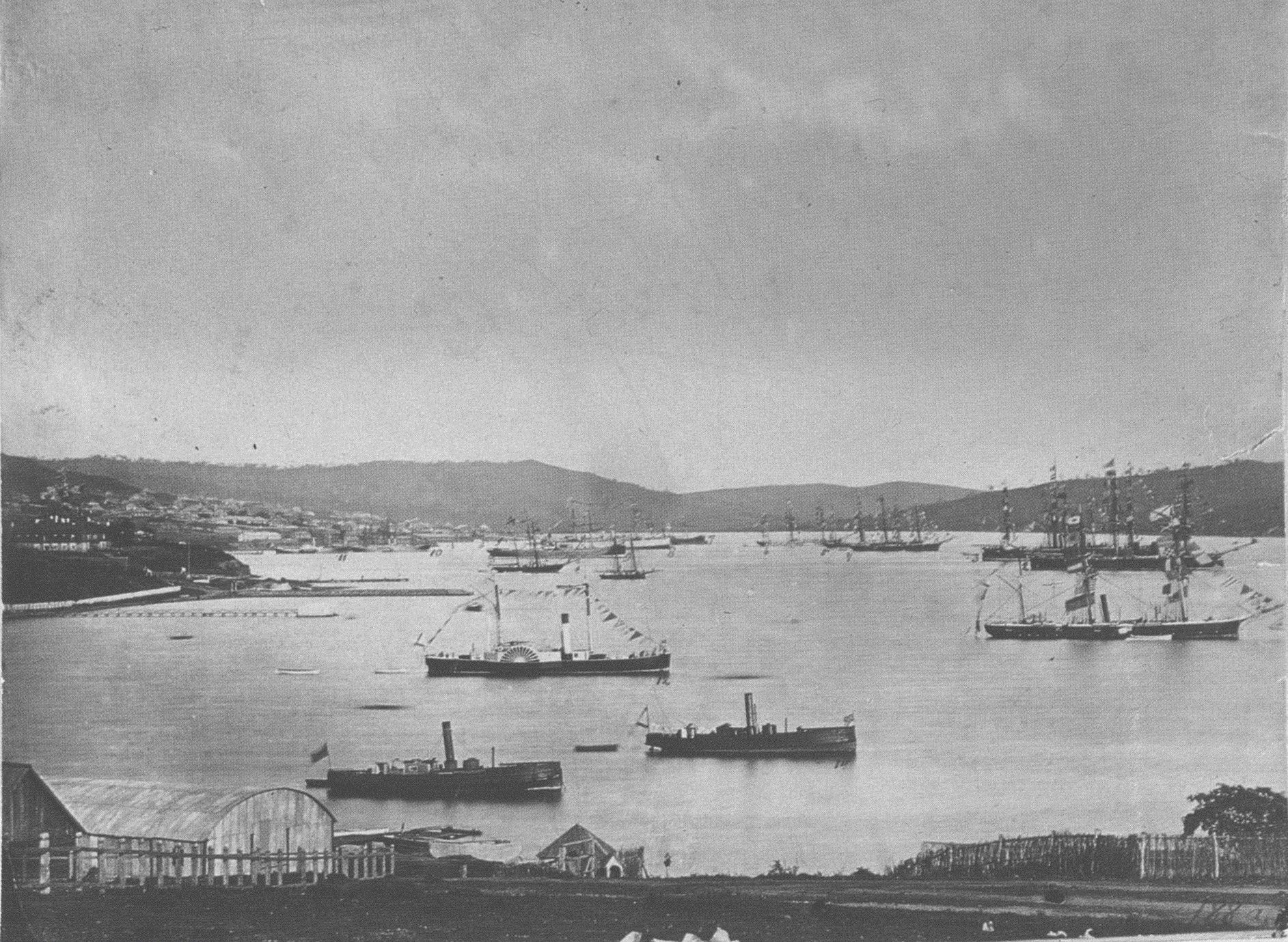
30 августа 1880 года. Корабли Тихоокеанской эскадры и Сибирской флотилии в бухте Владивостока: на переднем плане — два буксирных парохода, пароходо-корвет «Америка»; справа — броненосные фрегаты «Минин» и «Князь Пожарский», клипера «Вестник», «Разбойник», «Крейсер»; вдали — пароходы Добровольного флота

В 1876 году «Америка» была перебазирована во Владивосток на брандвахтенную службу, и какое-то время служила пожарно-постовым судном — обходя бухту Золотой Рог с осмотром на наличие пожаров.
Летом 1877 года, когда пароходо-корвет использовался для морских прогулок в акватории Владивостока и острова Русский, возвращающаяся в базу канонерская винтовая лодка «Горностай» по приказу командира капитан-лейтенанта В. Терентьева произвела выстрел из носового орудия над «Америкой». Услышав выстрел и не разобравшись в ситуации Н. М. Вишняков приказал спустить флаг, что и было тут же выполнено. Позже, Н. М. Вишняков пожаловался на это происшествие командиру порта, чья племянница как раз была на «Америке», и упала в обморок услышав выстрел, тогда дело о спуске флага над «Америкой» было замято.

### 1880—1884 года
24 декабря 1883 (5 января 1884) года пароходо-корвет «Америка» исключён из списков Военно-Морского Флота Российской империи по старости и поставлен на хранение.
В 1884 году «Америку» продали с торгов. Новый владелец использовал её как яхту, но в одном из плаваний, она развалилась, после чего её обломки были сожжены.

## Командиры
- ??.??.1856—06.06.1857 Шкот Николай Яковлевич
- 06.06.1857—20.10.1858 Чихачёв Николай Матвеевич
- 20.10.1858—??.??.1858 Шкот Николай Яковлевич
- ??.??.1858—??.??.18?? Болтин Александр Арсентьевич
- ??.??.1863—26.06.1863 Збышевский Владислав Иеронимович — врио
- ??.??.1866—??.??.18?? Наумов Николай Алексеевич
- 03.03.1872—??.??.1872 Гриппенберг Казимир Казимирович
- ??.??.1872—??.??.18?? Н. М. Вишняков

### Другие должности
- штурманский офицер А. С. Подосёнов
- ??.??.1871—??.??.1872 вахтенный начальник прапорщик КФШ В. И. Егоров[42]
- 01.09.1876—17.10.1876 мичман А. Р. Бойль[43]

## Память

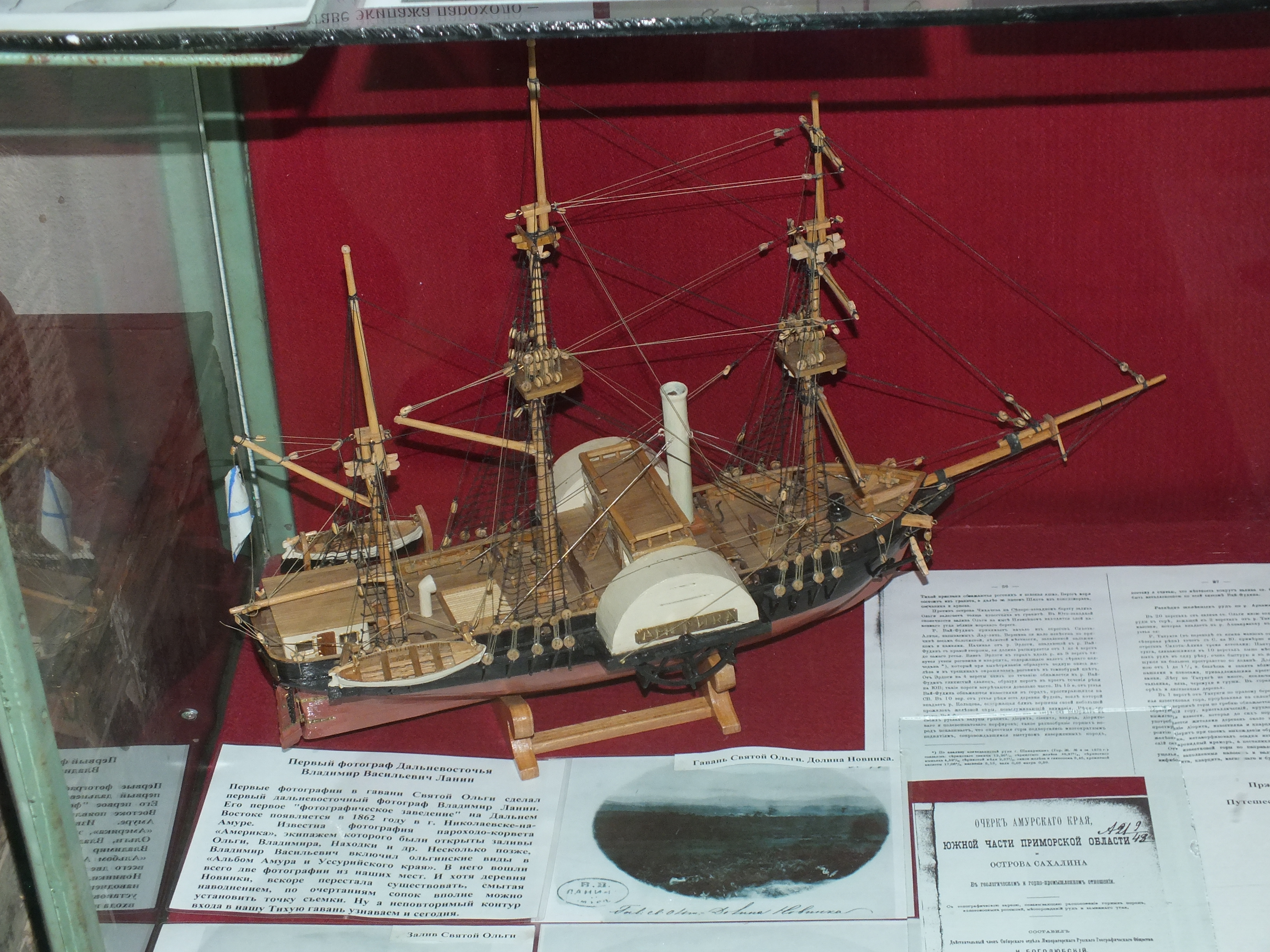
Модель пароходо-корвета «Америка», краеведческий музей посёлка Ольга.

- В честь пароходо-корвета «Америка» была названа первая улица города Владивостока — Американская, ныне Светланская.
- Масштабная модель парохода-корвета «Америка» находится в зале истории музейно-выставочного центра «Находка».
- Другая масштабная модель пароходо-корвета «Америка» находится в краеведческом музее посёлка Ольга.
- Находясь в Одессе, бывший командир капитан 1-го ранга в отставке Александр Арсентьевич Болтин написал и подарил в 1899 году Владивостоку картину «Пароходо-корвет „Америка“»[44].
- Картина А. А. Болтина с изображением «Америки» находится в Санкт-Петербургском музее Военно-морского флота, а её копия в музейно-выставочном центре «Находка».
- Ещё одна картина-подлинник «Америки» находится у потомков А. А. Болтина в Москве.
- В честь капитан-лейтенанта Николая Яковлевича Шкота названо село Шкотово и остров Шкота.